# 토로 (김동률의 음반)
《토로》는 김동률의 4집 정규 앨범이다.

## 개요
2003년 버클리 음악대학교를 수석 졸업한 후 발매하였다. 4집 발표 후 2004년 8월에는 경희대학교 평화의 전당에서 콘서트 《초대》를 열기도 했다.
2004년 발매된 앨범은 EMI에서, 2006년 재발매된 앨범은 CJ Media에서 발매되었다.
수록곡으로는 하림이 하모니카를 연주해준 〈사랑하지 않으니까요〉, 나원주가 피아노를 연주해준 〈이제서야〉, 이소은과 듀엣으로 부른 〈욕심쟁이〉, 김정원이 피아노를 친 연주곡 〈River〉, 원티드의 김재석과 듀엣으로 부른 〈양보〉, 김정원이 피아노 세션을 맡은 〈잔향〉, 마지막 트랙에 담긴 〈고별〉등이 있다.
전곡의 작곡은 김동률이 했다. 〈고별〉, 〈다시 떠나보내다〉의 작사는 박창학이 했으며 나머지 곡의 작사는 김동률이 했다. bk!, 강호정, junø가 프로듀싱에 함께했다. 〈다시 떠나보내다〉, 〈욕심쟁이〉 외의 모든 수록곡에 런던 심포니 오케스트라가 참여했다. 정재일과 나원주, Sam Lee 등이 전반적인 세션에 참여했다. 피아니스트 김정원도 여러 곡에서 피아노를 연주했다.
이 앨범 후에 2005년에는 10주년 콘서트였던 《초대》콘서트의 라이브 앨범을 발매하였다.

## 수록곡
1. 다시 떠나보내다 - 03:54
2. 사랑하지 않으니까요 (Feat. 하림 on Harmonica) - 04:45
3. 이제서야 - 04:17
4. 욕심쟁이(Feat. Duet with 이소은) - 03:54
5. River - 02:54
6. 잔향 - 04:43
7. 양보(Feat. Duet with 김재석 of 원티드) - 04:43
8. 신기루 - 02:56
9. Deja-vu - 04:59
10. 청원 - 03:53
11. 고별 - 04:53